# Martin Kilian
Martin Kilian (* 21. Mai 1928 in Strehlitz, Kreis Namslau; † 2. Juli 2014 in Wernigerode) war ein deutscher Bobfahrer, Sportfunktionär und Kommunalpolitiker (SED).

## Leben
Nach seiner Vertreibung aus Niederschlesien arbeitete Kilian in Nachterstedt als Bergmann. 1948 trat er in die SED ein. Von 1950 bis 1957 war er als Bobfahrer aktiv. 1951 bis 1959 war er als Lehrer tätig und wurde 1959 Direktor der Wilhelm-Raabe-Oberschule in Wernigerode. Als dort Bürgermeister Gustav Strahl aus gesundheitlichen Gründen 1962 zurücktrat, wurde er auf Vorschlag der SED-Kreisleitung dessen Nachfolger. Seine Wahl fand in der Stadtverordnetenversammlung am 24. Oktober 1962 statt. Anschließend war er bis Mai 1990 fast 28 Jahre lang Bürgermeister von Wernigerode. Bei den Kommunalwahlen im Mai 1990 kandidierte er nicht mehr und trat im Alter von 62 Jahren in den Vorruhestand.
Von 1982 bis 1990 war Kilian Präsident des Schlitten- und Bobsportverbands der DDR. Ferner war er Vizepräsident des Internationalen Bob- und Skeletonverbandes (FIBT).
Im März 1990 wurde Kilian zum letzten Präsidenten des Deutschen Turn- und Sportbundes (DTSB) der DDR gewählt. Kilian kam mit Hans Hansen, damals Vorsitzender des westdeutschen Deutschen Sportbundes (DSB), überein, eine zügige Vereinigung von DTSB und DSB in die Wege zu leiten. Der DTSB löste sich am 15. Dezember 1990 durch den Beitritt zum Deutschen Sportbund und die Gründung von fünf neuen Landessportbünden auf. Sein im DSB übernommenes Amt des Vizepräsidenten legte Kilian im Oktober 1991 nieder.
Er starb im 87. Lebensjahr im Caroline-König-Stift in Wernigerode.

## Auszeichnungen
- 1968 Ehrentitel Verdienter Meister des Sports[8]
- 1972, 1974 und 1988 Vaterländischer Verdienstorden in Bronze.[9]
- 2008 erhielt er anlässlich seines 80. Geburtstages die Goldene Ehrennadel des Bob- und Schlittenverbandes für Deutschland.
- 2016 wurde die während seiner Zeit als Bürgermeister errichtete Fußgängerbrücke in Wernigerode nach ihm als Martin-Kilian-Brücke benannt.